# Octave Isnard
Octave Isnard († 1626) war von 1615 bis 1626 Bischof von Glandèves.

## Leben
Octave Isnard (oder italienisch Isnardi) folgte 1615 seinem Onkel Clément Isnard als Bischof von Glandèves. Über ihn ist nicht viel bekannt. Er nahm 1621 an der Generalversammlung des französischen Klerus teil und assistierte Bischof Barthélemy Camelin von Fréjus bei der Weihe seines Neffen und Koadjutors Pierre Camelin zum Bischof von Philadelphia in partibus. Er starb 1626.